# فيليام فالتر
فيليام فالتر (بالألمانية: William Walther)‏ (مواليد 5 فبراير 1906) هو ملاكم ألماني، مثّل بلاده في الألعاب الأولمبية الصيفية 1928.

## روابط خارجية
فيليام فالتر على موقع أوليمبيديا (الإنجليزية)